# 復仇之淵
《復仇之淵》（英語：The Harder They Fall）是一部2021年美國反西部片，講述當一名亡命之徒發現死敵被釋放出獄時，他重新集結了團隊，前往西方展開報仇。電影為詹梅斯·山繆的長片導演處女作，也與鮑茲·亞金共同編寫劇本；主演陣容包括喬納森·梅傑斯、伊卓瑞斯·艾巴、薩琪·畢茲、蕾吉娜·金恩、德尔罗伊·林多、凱斯·史坦費爾德、RJ·賽勒、丹妮爾·戴德維勒、艾迪·蓋瑟吉和迪昂·柯爾。本片是為數不多全由黑人主演的西部片，雖然是虛構故事，但角色取自19世紀美國西部的真實牛仔、執法人員和不法份子。
《復仇之淵》2021年10月6日登上倫敦影展舉行全球首映，2021年10月22日在美國有限上映，後於11月3日上線Netflix。本片取得普遍正面的口碑。電影在爛番茄於2023年2月整理出60部黑人電影的排行榜中位居第19名。

## 演員
- 喬納森·梅傑斯飾演奈特·洛夫（英语：Nat Love）
- 伊卓瑞斯·艾巴飾演魯佛斯·巴克（英语：Rufus Buck Gang）
- 薩琪·畢茲飾演瑪麗·菲爾茲（英语：Mary Fields）
- 蕾吉娜·金恩飾演裘蒂·史密斯（Trudy Smith）
- 德尔罗伊·林多飾演巴斯·李維（英语：Bass Reeves）
- 凱斯·史坦費爾德飾演克勞佛·戈茲比（英语：Crawford Goldsby）
- RJ·賽勒飾演吉姆·貝克沃斯（英语：James Beckwourth）
- 丹妮爾·戴德維勒飾演柯菲（英语：Cathay Williams）
- 艾迪·蓋瑟吉飾演比爾·皮克特（英语：Bill Pickett）
- 迪昂·柯爾（英语：Deon Cole）飾演威利·埃斯科（Wiley Escoe）
- 小戴蒙·韋恩斯飾演蒙洛·葛萊姆斯（Monroe Grimes）
- 德汪達·威斯（英语：DeWanda Wise）飾演艾莉諾·洛夫（Eleanor Love）
- 朱利歐·凱撒·西迪里歐（英语：Julio Cesar Cedillo）飾演柯特茲（Cortez）

## 製作
本片於2019年7月首度對外發表，喬納森·梅傑斯簽約主演，英國歌手詹梅斯·山繆首持長片執導筒。伊卓瑞斯·艾巴11月加入演出，歌手杰斯將為電影創作原創歌曲。2020年9月，其餘選角公開，包括薩琪·畢茲、凱斯·史坦費爾德、德尔罗伊·林多與蕾吉娜·金恩。
主要拍攝原定2020年3月在新墨西哥州圣菲展開，但受COVID-19疫情影響而延遲。原本加入演出陣容的辛西婭·艾利沃、衛斯里·史奈普和斯特林·K·布朗因疫情造成的延誤不得已退出。拍攝正式在2020年9月開始；10月15日，因一名臨時演員的COVID-19檢測呈陽性反應而暫停。

## 外部連結
- 互联网电影数据库（IMDb）上《復仇之淵》的资料（英文）

Template:Netflix已上映電影與紀錄片 (2020年代)